# جمعية المعجمية العربية
جمعية المعجمية العربية هي هيئة علمية تأسست بتونس عام 1983 وتهتم بالبحث المعجمي لما يهم العربية. وقد اعتنت خاصة بالمعجم التاريخي ونظمت لذلك ندوة علمية دعت لها اللغووين العرب.
- تصدر هذه الجمعية مجلة علمية متخصصة تسمى مجلة المعجمية.
- ترأس هذه الجمعية الأستاذ محمد رشاد الحمزاوي ويترأسها منذ عام 1994 الأستاذ إبراهيم بن مراد.